# Мілад Сарлак
Мілад Сарлак (перс. میلاد سرلک, нар. 26 березня 1995, Ісфаган) — іранський футболіст, півзахисник клубу «Персеполіс».
Виступав, зокрема, за клуб «Сепахан», а також національну збірну Ірану.
Чемпіон Ірану. Володар Суперкубку Ірану.

## Клубна кар'єра
Народився 26 березня 1995 року в місті Ісфаган. Вихованець футбольної школи клубу «Сепахан». Дорослу футбольну кар'єру розпочав 2014 року в основній команді того ж клубу, в якій провів п'ять сезонів, взявши участь у 73 матчах чемпіонату. 
Згодом з 2019 по 2020 рік грав у складі команд «Нассаджі Мазандаран» та «Падіде».
До складу клубу «Персеполіс» приєднався 2020 року. Станом на 13 листопада 2022 року відіграв за тегеранську команду 66 матчів в національному чемпіонаті.

## Виступи за збірну
11 червня 2021 року дебютував в офіційних матчах у складі національної збірної Ірану проти збірної Камбоджі (10:0).
| Дата       | Місто            | Господарі | Результат | Гості          | Турнір            | Голи | Примітки |
| ---------- | ---------------- | --------- | --------- | -------------- | ----------------- | ---- | -------- |
| 11-6-2021  | Ріффа            | Камбоджа  | 0 – 10    | Іран           | Відбір до ЧС 2022 | -    | 46'      |
| 15-6-2021  | Арад             | Іран      | 1 – 0     | Ірак           | Відбір до ЧС 2022 | -    | 69'      |
| 2-9-2021   | Тегеран          | Іран      | 1 – 0     | Сирія          | Відбір до ЧС 2022 | -    | 31'      |
| 7-10-2021  | Дубай            | ОАЕ       | 0 – 1     | Іран           | Відбір до ЧС 2022 | -    | 85'      |
| 12-10-2021 | Тегеран          | Іран      | 1 – 1     | Південна Корея | Відбір до ЧС 2022 | -    | 90'      |
| 16-11-2021 | Амман            | Сирія     | 0 – 3     | Іран           | Відбір до ЧС 2022 | -    | 66'      |
| 27-1-2022  | Тегеран          | Іран      | 1 – 0     | Ірак           | Відбір до ЧС 2022 | -    | 78'      |
| 29-3-2022  | Мешхед           | Іран      | 2 – 0     | Ліван          | Відбір до ЧС 2022 | -    | 46'      |
| 12-6-2022  | Доха             | Алжир     | 2 – 1     | Іран           | товариський матч  | -    | 46'      |
| 27-9-2022  | Марія Енцерсдорф | Іран      | 1 – 1     | Сенегал        | товариський матч  | -    | 46'      |
| 10-11-2022 | Тегеран          | Іран      | 1 – 0     | Нікарагуа      | товариський матч  | -    | 55' 64'  |
| Усього     |                  | Матчів    | 11        |                | Голів             | 0    |          |

## Титули і досягнення
- Чемпіон Ірану (3):

«Сепахан»: 2014-15
«Персеполіс»: 2020-21, 2022-23
- Володар Кубка Ірану (1):

«Персеполіс»: 2022-23
- Володар Суперкубку Ірану (2):

«Персеполіс»: 2020, 2023